# Zadobrze (województwo podlaskie)
Zadobrze – wieś w Polsce położona w województwie podlaskim, w powiecie wysokomazowieckim, w gminie Ciechanowiec.
W latach 1975–1998 miejscowość należała administracyjnie do województwa łomżyńskiego.
Wierni kościoła rzymskokatolickiego należą do parafii Trójcy Przenajświętszej w Ciechanowcu.

## Historia
W roku 1921 w kolonii Zadobrze naliczono 17 budynków z przeznaczeniem mieszkalnym oraz 83. mieszkańców (39. mężczyzn i 44 kobiety). Wszyscy zadeklarowali narodowość polską i wyznanie rzymskokatolickie.

## Współcześnie
Wieś położona na lewym brzegu Nurca.
Na jej terenie znajdują się złoża piasków i pospółki.
We wsi funkcjonują:
- zakład usług stolarskich,
- zakład usług pogrzebowych,
- firma ubezpieczeniowo-handlowo-usługowa,
- pracownia artystyczna,
- firma handlowa, wielobranżowa.